# Casa Sullà
La Casa Sullà és una obra de Tremp (Pallars Jussà) protegida com a Bé Cultural d'Interès Local.

## Descripció
El Consell Comarcal del Pallars Jussà ocupa l'espai de l'antiga Casa Sullà. Tot i les reformes i remodelacions d'adequació, es conserven alguns elements originals de la casa: el portal i la capella gòtica.
La gran portalada, en forma d'arc rebaixat adovellat i amb treball de motllures en totes les dovelles, presenta a sobre l'escut de la família Sullà. Interiorment, conserva la capella d'estil gòtic d'una sola nau i amb volta de creueria.

## Història
No es tenen referències històriques concretes sobre l'origen de la Casa Sullà, propietat dels Barons de Sullà, excepte que fou una família amb antecedents nobiliaris des del segle xv.
L'antiga Casa Sullà fou venuda al Consell Comarcal del Pallars Jussà, qui reformà l'establiment l'any 2008.